# 35087 von Sydow
35087 von Sydow è un asteroide della fascia principale interna. Scoperto nel 1990, presenta un'orbita caratterizzata da un semiasse maggiore pari a 1,9324084 UA e da un'eccentricità di 0,0879077, inclinata di 21,24171° rispetto all'eclittica.
È dedicato all'attore svedese Max von Sydow.